# Leon Jones
Leon Jones (* 28. Februar 1998 in Glasgow) ist ein schottisch-hongkongischer Fußballspieler. Er steht seit 2024 beim Kitchee SC in der Hong Kong Premier League unter Vertrag.

## Karriere

### Verein
Leon Jones wurde als Sohn eines Schotten und einer aus Hongkong stammenden Mutter in Glasgow geboren. Nachdem er ab dem Alter von sieben Jahren bei Heart of Midlothian in der Jugendakademie gespielt hatte, verließ er den Verein im Jahr 2017 in Richtung Vereinigte Staaten, wo er für die Kentucky Wildcats in Lexington aktiv war. Dort absolvierte er ein vierjähriges Stipendium an der University of Kentucky, bei dem er neben dem Fußball an einen Abschluss in Chemieingenieurwesen arbeitete. Im August 2021 wechselte Jones zum schottischen Zweitligisten Dunfermline Athletic. Jones debütierte für die „Pars“ einen Monat später bei einer 1:3-Auswärtsniederlage gegen Ayr United als er in der Startelf stand. Erst im April 2022 folgte dann sein zweiter und letzter Einsatz und so wurde sein Vertrag im Sommer nicht mehr verlängert. Nach halbjähriger Vereinslosigkeit verpflichtete ihn am 9. Dezember 2022 Eastern AA aus der Hong Kong Premier League. Dort kam Jones in der Folgezeit wegen diversen Verletzungen nur selten zu Einsätzen. In seiner zweiten Spielzeit gewann er jedoch den Hong Kong FA Cup und wechselte im Juli 2024 weiter zum Ligarivalen und amtierenden Meister Kitchee SC.

### Nationalmannschaft
Nachdem der Innenverteidiger im Jahr 2013 schon zwölf Partie für diverse schottische Jugendauswahlen bestritten hatte, debütierte er am 6. Juli 2024 auch für die A-Nationalmannschaft von Hongkong. Beim WM-Qualifikationsspiel gegen den Iran (2:4) stand Jones über 72 Minuten auf dem Platz.

## Erfolge
- Hong Kong FA Cup-Sieger: 2024